# Jorge Neumann
Jorge Gonzalo Neumann Labrín (* 18. Oktober 1957 in Santiago de Chile) ist ein ehemaliger chilenischer Fußballspieler. Der Stürmer absolvierte drei Länderspiele für Chile. 

## Karriere

### Verein
Jorge Neumann begann 1974 seine Karriere beim CF Universidad de Chile, bei dem er in seiner Debütsaison unter Trainer Ulises Ramos 15 Ligaeinsätze verzeichnen konnte und dabei zwei Treffer erzielte. Mit La U gewann der Offensivakteur die Liguilla 1976 zur Qualifikation für die Copa Libertadores 1977. Dort schied Neumann aber mit seinem Klub in der Gruppenphase hinter Club Libertad aus. Die längste Zeit seiner Karriere verbrachte Neumann bei Unión Española, für den er von 1978 bis 1983 und nochmal von 1986 bis 1987 spielte. Für den Klub spanischer Einwanderer absolvierte der Angreifer fast 200 Ligaspiele und erzielte 28 Tore. Größter Erfolg mit dem Klub war Platz 3 in der Primera División. In seiner Karriere lief er noch für Deportes Arica 1984 bis 1985 auf und verbrachte sein letztes Karrierejahr bei Deportes Concepción.

### Nationalmannschaft
Jorge Neumann debütierte für die Nationalmannschaft Chiles im Juni 1979 unter Trainer Luis Santibáñez beim Freundschaftsspiel gegen Ecuador. Zwei weitere Einsätze folgten rund einen Monat später für den Offensivakteur in der Copa Juan Pinto Durán gegen Uruguay. Neumann absolvierte insgesamt drei Länderspiele, blieb aber ohne eigenen Torerfolg.